# 圈内乡
圈内乡，是中华人民共和国云南省临沧市临翔区下辖的一个乡镇级行政单位。

## 行政区划
圈内乡下辖以下地区：
圈内村、坝胡村、斗阁村、细博村、昆赛村、宁安村、文宁村、文远村、南赛河村、昔木村和炭窑村。

## 中国传统村落
2013年8月，斗阁村委会斗阁大寨被评为第二批中国传统村落。